# Godfrey Kennedy
Godfrey Kennedy es un escultor de Zimbabue, nacido el año 1974, vive y trabaja en Chitungwiza.

## Datos biográficos
Kennedy empezó a esculpir a los 18 años de edad en 1992; comenzó trabajando con su vecino John Type. Su trabajo también está influido por el de Moses Masaya y Sango Brighton.
Obras
Las obras de Godfrey Kennedy están realizadas generalmente dentro de un estilo abstracto y tienen como fondo el estudio de la historia y la cultura africanas.
Sus esculturas están talladas en diferentes piedras nativas de Zimbabue.   Se encuentran en colecciones particulares de Estados Unidos y Europa.